# Championnats d'Amérique du Sud d'athlétisme 1963
Navigation
Lima 1961 Rio de Janeiro 1965
Les 22e Championnats d'Amérique du Sud d'athlétisme ont eu lieu à Cali, en Colombie, du 29 juin au 7 juillet 1963.

## Résultats

### Épreuves masculines
| Épreuve | Or                           | Or              | Argent                          | Argent          | Bronze                      | Bronze          |
| --- | ---------------------------- | --------------- | ------------------------------- | --------------- | --------------------------- | --------------- |
| 100 mètres | Arquímedes Herrera Venezuela | 10 s 2 CR       | Joe Satow Brésil                | 10 s 4          | Alfonso da Silva Brésil     | 10 s 7          |
| 200 mètres | Arquímedes Herrera Venezuela | 20 s 9 CR       | Hortensio Fucil Venezuela       | 21 s 0          | Gerardo Di Tolla Pérou      | 21 s 2          |
| 400 mètres | Hortensio Fucil Venezuela    | 46 s 7 CR       | Juan Carlos Dyrzka Argentine    | 47 s 6          | Víctor Maldonado Venezuela  | 48 s 5          |
| 800 mètres | Oscar Rivera Colombie        | 1 min 52 s 2    | José Neira Colombie             | 1 min 52 s 9    | Leslie Mentor Venezuela     | 1 min 53 s 1    |
| 1 500 mètres | Álvaro Mejía Colombie        | 3 min 53 s 5    | José Neira Colombie             | 3 min 54 s 4    | José Azevedo Brésil         | 3 min 55 s 9    |
| 5 000 mètres | Osvaldo Suárez Argentine     | 14 min 59 s 8   | Harvey Borrero Colombie         | 15 min 00 s 5   | Domingo Amaisón Argentine   | 15 min 01 s 2   |
| 10 000 mètres | Osvaldo Suárez Argentine     | 31 min 09 s 6   | Domingo Amaisón Argentine       | 31 min 17 s 0   | Luiz Caetano Brésil         | 31 min 20 s 9   |
| Semi-marathon | Luiz Caetano Brésil          | 1 h 09 min 41 s | Luis Navas Colombie             | 1 h 09 min 55 s | Hernán Barreneche Colombie  | 1 h 11 min 29 s |
| 3 000 mètres steeple | Domingo Amaisón Argentine    | 9 min 13 s 0    | Sebastião Mendes Brésil         | 9 min 28 s 7    | José Primo Brésil           | 9 min 29 s 7    |
| 110 mètres haies | Juan Muñoz Venezuela         | 15 s 0          | José Telles da Conceição Brésil | 15 s 2          | Cleomenes da Cunha Brésil   | 15 s 5          |
| 400 mètres haies | Juan Carlos Dyrzka Argentine | 51 s 0 CR       | Víctor Maldonado Venezuela      | 51 s 5          | Anubes da Silva Brésil      | 51 s 8          |
| Saut en hauteur | Roberto Abugattás Pérou      | 1,97 m          | Eleuterio Fassi Argentine       | 1,94 m          | Manuel César Brésil         | 1,88 m          |
| Saut à la perche | Mario Eleusippi Argentine    | 4,10 m CR       | César Quintero Colombie         | 3,80 m          | Marcelo de Souza Brésil     | 3,70 m          |
| Saut en longueur | Héctor Thomas Venezuela      | 7,22 m          | Juan Muñoz Venezuela            | 7,16 m          | Roberto Caravaca Venezuela  | 6,97 m          |
| Triple saut | Arnoldo Devonish Venezuela   | 15,09 m         | José López Venezuela            | 15,01 m         | Mário Gomes Brésil          | 14,90 m         |
| Lancer de poids | José Jacques Brésil          | 15,08 m         | Luis Di Cursi Argentine         | 15,06 m         | Dagoberto González Colombie | 14,02 m         |
| Lancer de disque | Dagoberto González Colombie  | 48,84 m         | Daniel Cereali Venezuela        | 47,85 m         | Luis Di Cursi Argentine     | 46,37 m         |
| Lancer de marteau | Daniel Cereali Venezuela     | 56,07 m CR      | Roberto Chapchap Brésil         | 55,08 m         | Orlando Guaita Chili        | 54,64 m         |
| Lancer de javelot | Héctor Thomas Venezuela      | 64,79 m         | Walter de Almeida Brésil        | 63,49 m         | Patricio Etcheverry Chili   | 63,18 m         |
| Décathlon | Héctor Thomas Venezuela      | 6 825 pts       | Cleomenes da Cunha Brésil       | 6 269 pts       | Roberto Caravaca Venezuela  | 5 991 pts       |
| Relais 4 × 100 mètres | Brésil                       | 40 s 9          | Colombie                        | 41 s 2          | Argentine                   | 41 s 6          |
| Relais 4 × 400 mètres | Venezuela                    | 3 min 13 s 0 CR | Brésil                          | 3 min 14 s 7    | Argentine                   | 3 min 15 s 3    |
| Records et Performances - AR : Record continental (area record) - CR : Record des championnats (championship record) - MR : Record du meeting (meet record) - NR : Record national (national record) - OR : Record olympique (olympic record) - PR : Record paralympique (paralympic record) - PB : Record personnel (personal best) - SB : Meilleure performance personnelle de la saison (season's best) - WL : Meilleure performance mondiale de l'année (world leader) - WJR : Record du monde junior (world junior record) - WR : Record du monde (world record) Circonstances et Conditions - DNF : N'a pas terminé (did not finish) - DNS : N'a pas pris le départ (did not start) - DQ : Disqualification (disqualification) - NM : Aucun essai valable enregistré (No Mark) - Q : Qualifié « directement » au prochain tour (ou à la prochaine compétition), lors d'une compétition majeure, grâce au classement ou à la réalisation des minima (automatic qualifier) - q : Qualifié au prochain tour (ou à la prochaine compétition), lors d'une compétition majeure, grâce au repêchage ou à la réalisation de l'une des meilleures performances parmi celles des « non qualifiés directement » (grâce au meilleur temps ou à la meilleure distance par exemple) (secondary qualifier) |                              |                 |                                 |                 |                             |                 |

### Épreuves féminines
| Épreuve | Or                         | Or         | Argent                       | Argent  | Bronze                     | Bronze  |
| --- | -------------------------- | ---------- | ---------------------------- | ------- | -------------------------- | ------- |
| 100 mètres | Erica da Silva Brésil      | 12 s 0 CR  | Margarita Formeiro Argentine | 12 s 1  | Susana Ritchie Argentine   | 12 s 3  |
| 200 mètres | Erica da Silva Brésil      | 24 s 3 CR  | Susana Ritchie Argentine     | 25 s 2  | Marta Buongiorno Argentine | 25 s 4  |
| 80 mètres haies | Emilia Dyrzka Argentine    | 11 s 5     | Leda dos Santos Brésil       | 11 s 5  | Maria Teixeira Brésil      | 11 s 8  |
| Saut en hauteur | Maria da Conceição Brésil  | 1,58 m     | Aída dos Santos Brésil       | 1,58 m  | Irenice Rodrigues Brésil   | 1,50 m  |
| Saut en longueur | Mabel Farina Argentine     | 5,74 m     | Iris dos Santos Brésil       | 5,37 m  | Gisela Vidal Venezuela     | 5,31 m  |
| Lancer de poids | Ingeborg Pfüller Argentine | 12,82 m CR | Vera Trezoitko Brésil        | 12,43 m | Maria da Conceição Brésil  | 12,31 m |
| Lancer de disque | Ingeborg Pfüller Argentine | 46,36 m CR | Isolina Vergara Colombie     | 39,42 m | Ingeborg Mello Argentine   | 39,05 m |
| Lancer de javelot | Marlene Ahrens Chili       | 44,67 m    | Aída dos Santos Brésil       | 38,29 m | Carmen Brea Venezuela      | 37,93 m |
| Relais 4 × 100 mètres | Brésil                     | 47 s 6 CR  | Argentine                    | 47 s 8  | Colombie                   | 49 s 8  |
| Records et Performances - AR : Record continental (area record) - CR : Record des championnats (championship record) - MR : Record du meeting (meet record) - NR : Record national (national record) - OR : Record olympique (olympic record) - PR : Record paralympique (paralympic record) - PB : Record personnel (personal best) - SB : Meilleure performance personnelle de la saison (season's best) - WL : Meilleure performance mondiale de l'année (world leader) - WJR : Record du monde junior (world junior record) - WR : Record du monde (world record) Circonstances et Conditions - DNF : N'a pas terminé (did not finish) - DNS : N'a pas pris le départ (did not start) - DQ : Disqualification (disqualification) - NM : Aucun essai valable enregistré (No Mark) - Q : Qualifié « directement » au prochain tour (ou à la prochaine compétition), lors d'une compétition majeure, grâce au classement ou à la réalisation des minima (automatic qualifier) - q : Qualifié au prochain tour (ou à la prochaine compétition), lors d'une compétition majeure, grâce au repêchage ou à la réalisation de l'une des meilleures performances parmi celles des « non qualifiés directement » (grâce au meilleur temps ou à la meilleure distance par exemple) (secondary qualifier) |                            |            |                              |         |                            |         |

## Tableau des médailles
| Rang | Nation    | Or | Argent | Bronze | Total |
| ---- | --------- | -- | ------ | ------ | ----- |
| 1    | Venezuela | 10 | 5      | 6      | 21    |
| 2    | Argentine | 9  | 7      | 7      | 23    |
| 3    | Brésil    | 7  | 12     | 12     | 31    |
| 4    | Colombie  | 3  | 7      | 3      | 13    |
| 5    | Chili     | 1  | 0      | 2      | 3     |
| 6    | Pérou     | 1  | 0      | 1      | 2     |